# Samobor
Samobor je město v Chorvatsku, administrativně spadá pod Záhřebskou župu; od hlavního města leží nedaleko jihozápadním směrem - dnes patří k jeho předměstím. V roce 2011 žilo ve vlastním městě 15 956 obyvatel, v celé připadající opčině se 78 sídly pak 37 633 obyvatel. Nachází se na začátku tzv. Samoborských hor (chorvatsky Samoborsko gorje) a jejich přechodu do širokého údolí řeky Sávy. Protéká ním řeka Gradna západo-východním směrem. Město leží jen 5 km od chorvatsko-slovinské hranice.

## Podnebí a klima
Samobor s okolím má klasické středoevropské klima. Průměrná teplota zde dosahuje 10,9 °C. Nejchladnějším měsícem je leden s 0,1 °C a nejteplejším červenec s 21,1 °C. Nejvíce srážek spadne v listopadu, průměrný počet slunečných dní zde činí 52,8 ročně. Nejvíce zataženo bývá v prosinci.

## Historie

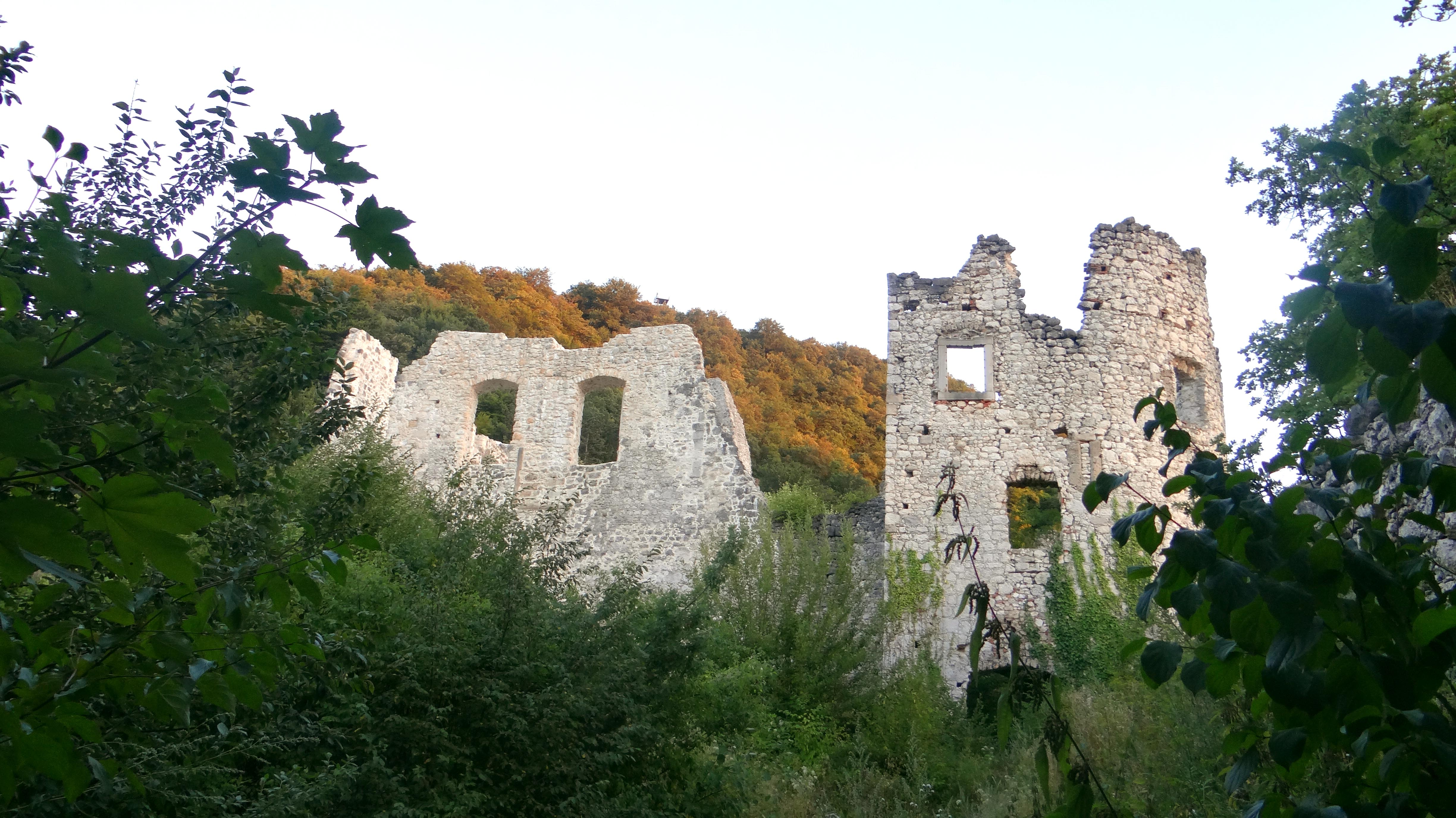
Pozůstatky hradu

Samobor existuje již od roku 1242, podle dokumentu o hospodářské pomoci maďarského krále Bély IV. Ten mu také udělil status opidda. Město získalo název údajně podle borovic, rostoucích v okolních lesích.
V letech 1494 a 1524 do okolí Samoboru vpadli Turci, kteří zde plenili a loupili, byli však brzy vyhnáni. Průnik Turků tímto směrem je potvrzen i v jiných letech, ale pouze různými místními pranostikami a povídkami.
V 16. století se zde těžila měď, do jisté míry v okolí i železná ruda. Až do 18. století se město rozšiřovalo postupně i přes všechny katastrofy především díky pozvolné, leč souvislé migraci z oblastí dnešní Dalmácie a Bosny a Hercegoviny. Jednalo se do značné míry i o lidi, kteří utíkali před tureckou mocí, resp. represemi proti venkovskému obyvatelstvu. Přistěhovávali se sem ale i lidé z dalších regionů, například z Uher nebo z Kraňska.
V roce 1691 zachvátila město epidemie moru. V této době mělo město zhruba okolo dvanácti set obyvatel.
Na mapě prvního vojenského mapování z konce 18. století je Samobor uváděn pod maďarizovaným názvem Szamobor. Město se rozkládalo v údolí řeky Gradny a obklopovaly jej vinice. Zaznamenán zde byl také františkánský klášter, kostel sv. Anastázie a mlýny na řece Gradně. Textový popis města z 80. let 18. století popisoval řeku Gradnu jako mělký potok, který je možné na většině míst přebrodit, a který při povodních nezpůsobuje větší škody ani nezaplavuje samotné město.
Již od začátku 19. století, od roku 1810 zde existují různá zařízení pro turisty (otevřen byl první hotel, a to hotel města Terstu), kteří sem jezdí hlavně na místní kopce. Zavedeno bylo také poštovní spojení. V této době, mezi lety 1809 a 1813 zde vládli Francouzi, sídlo bylo součástí tzv. Ilyrské provincie (chorvatsky Ilirske pokrajine). Na přelomu 30. a 40. let 19. století zde byly také po vzoru českých skláren v okolí Karlových Varů otevřeny dva závody, které inicioval jeden místní průmyslník. Těžil se zde také sádrovec. Císařský otisk tzv. stabilního katastru (stejně jako předchozí mapy) vyobrazoval mimo jiné i místní hrad, kapli sv. Michala a centrum města (s náměstím krále Tomislava) které se blíží současné podobě. V polovině století žilo v Samoboru okolo tří tisíc lidí.

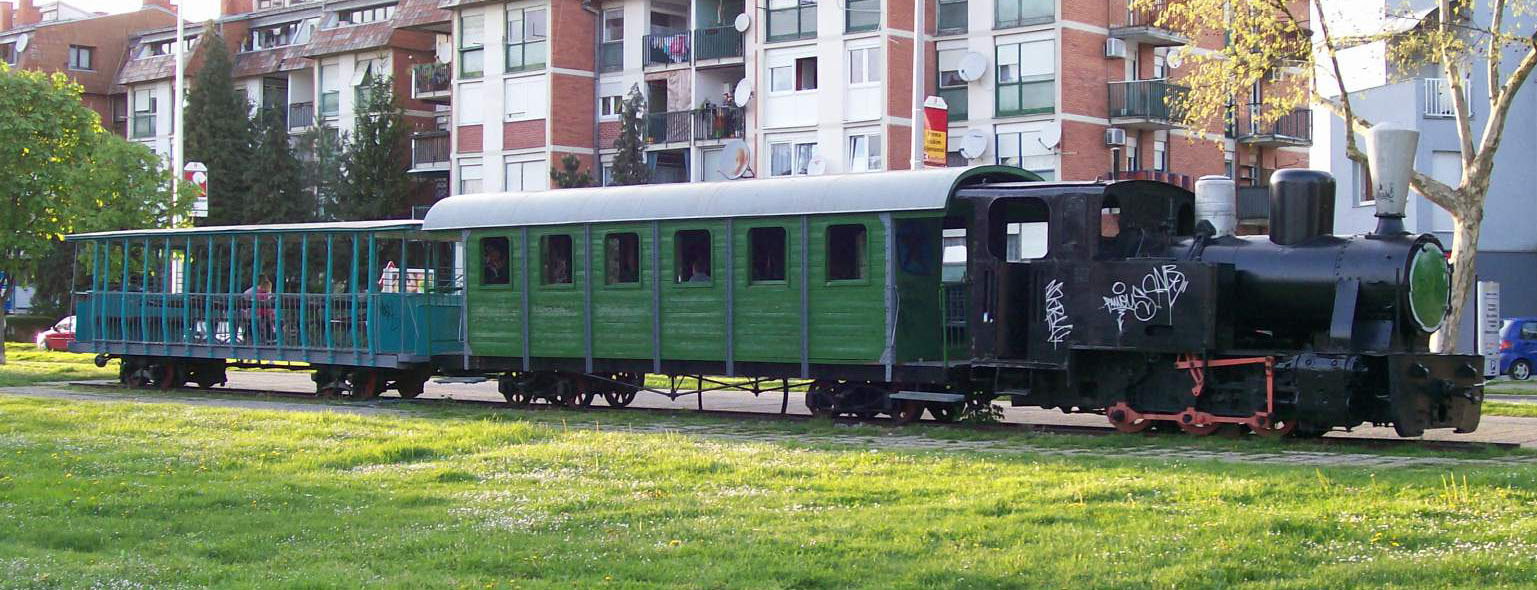
Parní vlak Samoborček

V roce 1875 v Samoboru odstartoval první organizovaný horský výstup. V roce 1883 byl vybudován nedaleko Samoboru most přes řeku Sávu a o šest let později, roku 1889 bylo ve městě zprovozněno koupaliště. V této době zde také vznikaly další hotely a penziony a byl položen základ rozvoji turistiky.
Od roku 1901 získal Samobor železniční spojení se zbytkem Chorvatska. Provozován zde byl oblíbený motorový vůz s názvem Samoborček, který zajišťoval spojení do nedalekého Záhřebu. Později byla železniční trať, která do města vedla, zrušena. Její název dnes připomíná jen místní část Kolodvorsko naselje. 
Za první světové války se v místním františkánském klášteře nacházela vojenská nemocnice pro raněné rakousko-uherské vojáky.
V meziválečném období bylo město součástí nejprve Záhřebské oblasti, později po roce 1929 Sávské bánoviny. V roce 1925 byla na hlavním náměstí vybudována budova záložny, čímž byla dotvořena jeho současná podoba.
V roce 1937 byla v blízkosti Samoboru založena tehdy nelegální Komunistická strana Chorvatska. Na nelegálním sjezdu byl zvolen předsedou Đuro Špoljarić. Komunisté ilegálně působili v Samoboru ještě dříve, docházelo zde často i ke střetům mezi nimi a policií.

## Samospráva a administrativní dělení
Zastupitelstvo města Samoboru má 25 členů. Starostou města byl do ledna 2021 Krešo Beljak, kterého nahradila Petra Škrobot.
Město má celkem 8 místních částí: Centar (střed), Cvjetno naselje-Perivoj, Giznik-Anidol, Gornji kraj-Hamor, Južno naselje, Kolodvorsko naselje-Sajmište, Podložnice a Sveta Helena. Pod město Samobor jako obec (općinu) spadá dál okolních 77 vesnic.

## Kultura a pamětihodnosti

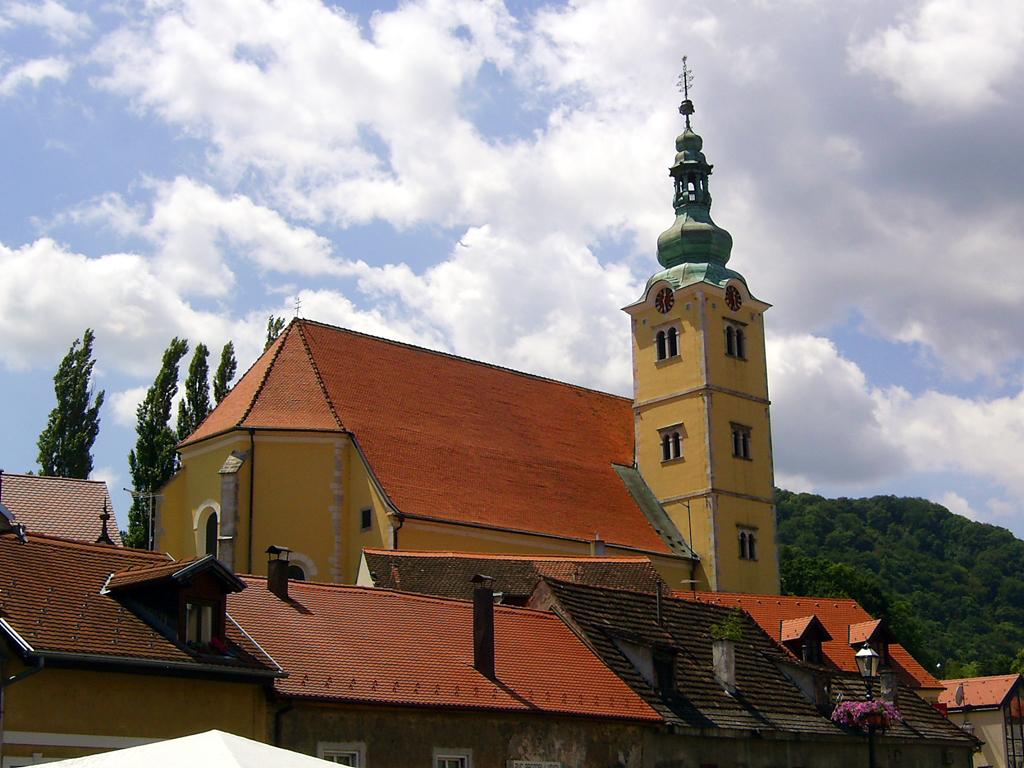
Kostel sv. Anastásie v Samoboru

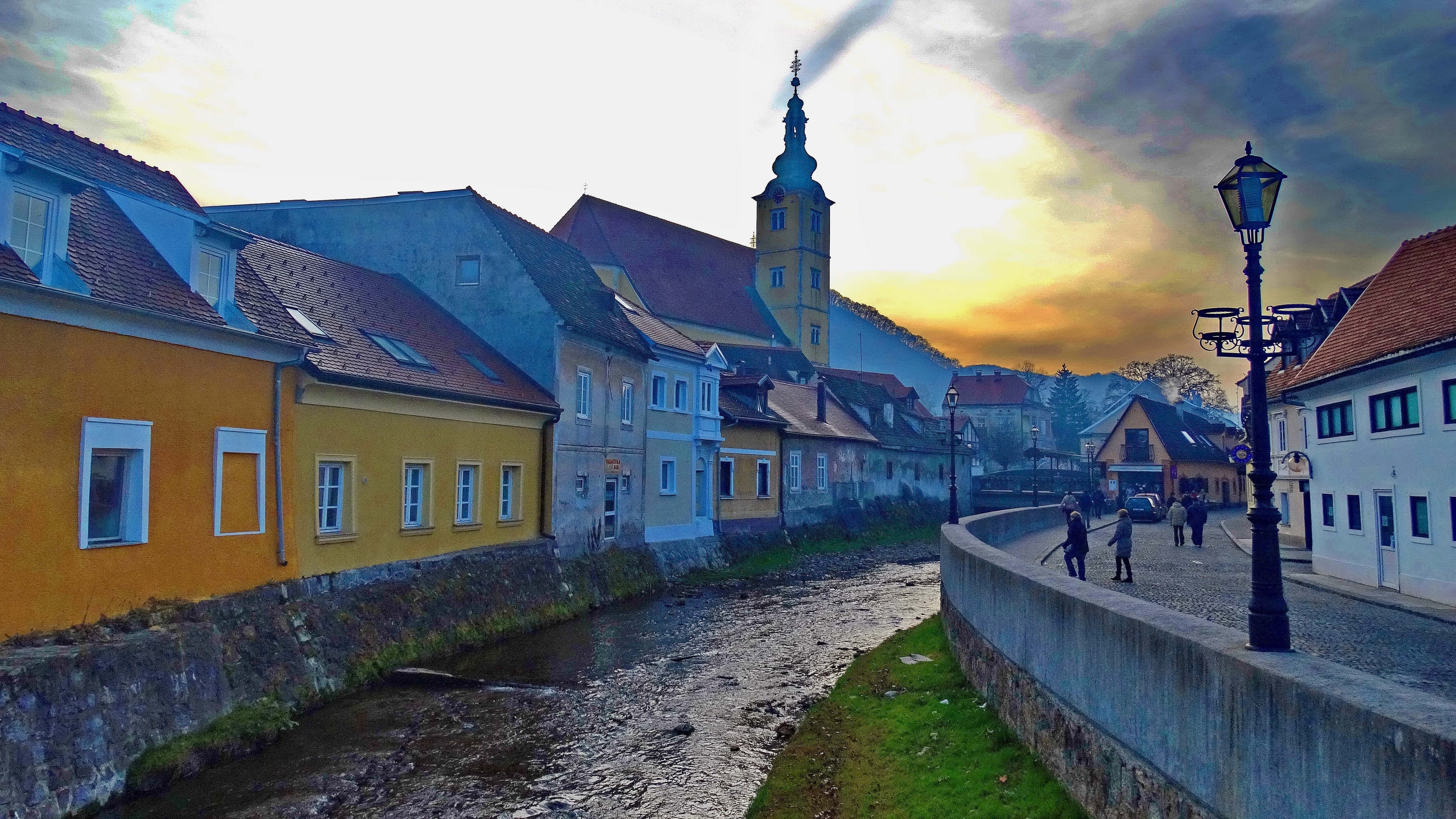
Střed města s řekou Gradnou

Hlavní turistickou atrakcí zde je Samoborský hrad na vrcholu Tepec. 
Nalézt zde lze dále pozůstatky zámku Podolje, který je umístěn západně od středu města. Dalším reprezentativním sídlem je rezidence Reiserů v jihovýchodním okraji Samoboru. 
Nedaleko hlavního náměstí stojí zmíněný kostel svaté Anastásie, postavený roku 1334. Jihovýchodně od centra města stojí také Klášter nanebevstoupení Panny Marie (františkánský)[zdroj?].
V Samoboru se nachází také městské muzeum (Samoborské muzeum), které je umístěno v zámku Livadić západně od středu města. Na náměstí Matice Chorvatské potom stojí Galerie Prica, vedle níž se nachází i kino. Stojí zde také Muzeum Marton, které vlastní místní sběratel umění Veljko Marton. Sídlí v budově kurie z 19. století. Samobor má rovněž i svoji městskou knihovnu.
Město je rovněž známé díky místní kremšnitě (krémeš) v celém Chorvatsku.
Svoji první písemnou zmínku si město připomíná vždy 14. listopadu, který se zde slaví jako den města.

## Doprava
Severovýchodně od města vede dálnice A3, která směřuje do slovinského hlavního města Lublaně. Samotným Samoborem prochází silnice č. D231 ze Svete Nedelje do Bregany a dále údolím řeky Gradny směrem do Jastrebarska. Právě poslední zmíněný směr představuje velmi vytížnou komunikaci, která nemá vzhledem k tomu, že je vedena údolím alternativu a bývá často dopravně vytížená.
Město nemá železniční spojení se zbytkem Chorvatska, nicméně mělo jej v minulosti. Město Samobor zvažuje obnovu trati na tělese původní železnice.

## Sport
Místní fotbalový tým nese název NK Samobor a hraje v 2. fotbalové lize. Založen byl roku 1925. Působí zde také hokejový klub s názvem Šišmiš (netopýr).
U řeky se nachází Sportovně-rekreační centrum Vugrinčšak s plaveckým bazénem.